# Grote bosbesuil
De grote bosbesuil (Eurois occulta) is een nachtvlinder uit de familie van de uilen (Noctuidae). Het is een vrij grote uil, met een voorvleugellengte bedraagt tussen de 24 en 27 millimeter. De soort komt verspreid over Noord- en Centraal-Europa, Noord- en Midden-Azië en het noorden van Noord-Amerika voor. Hij overwintert als rups.

## Waardplanten
De grote bosbesuil heeft als waardplanten gagel, bosbes, berk en wilg, maar ook allerlei kruidachtige planten, vooral na de overwintering.

## Voorkomen in Nederland en België
De grote bosbesuil is in Nederland een zeldzame en in België een zeer zeldzame soort, die verspreid over het hele gebied kan worden gezien. De vlinder kent één jaarlijkse generatie die vliegt van halverwege juni tot in september.